# رايموند لوكاش
رايموند لوكاش (بالرومانية: Raymond Lukacs)‏ هو لاعب كرة قدم روماني في مركز الهجوم، ولد في 30 مايو 1988 في أوراديا في رومانيا. لعب مع بيهور أوراديا ونادي أسترا جورجو ونادي بوليتكنيكا ياش ونادي ميزوكوفيشدي.

## وصلات خارجية
- رايموند لوكاش على موقع اتحاد المجر (الهنغارية)
- رايموند لوكاش على موقع قاعدة بيانات كرة القدم.إي يو (الإنجليزية)
- رايموند لوكاش على موقع Soccerway.com (الإنجليزية)